# Osiedle Góra Burgałowska
Osiedle Góra Burgałowska – osiedle w Żywcu, w dzielnicy Śródmieście.
Plan zagospodarowania przestrzennego obszaru Góry Burgałowskiej powstał w 1961. Wzniesione tu zostało wówczas osiedle mieszkaniowe składające się z domów jednorodzinnych, przeznaczonych dla osób przesiedlanych z terenu powstania Jeziora Żywieckiego. W 1968 na terenie osiedla powstał zbiornik wyrównawczy sieci wodociągowej, zlokalizowany przy ul. Jodłowej.
W listopadzie 1999 rozpoczęta została budowa przedłużenia ul. Jodłowej grzbietem Góry Burgałowskiej, dzięki czemu ulica ta połączyła Osiedla Góra Burgałowska z Osiedlem Widok i umożliwiła uruchomienie tą trasą linii autobusowych komunikacji miejskiej.
Osiedle obsługiwane jest przez stałe trasy autobusów komunikacji miejskiej linii 7 i 14 (przystanek „Cmentarz”) oraz 17 (przystanek „Jodłowa”), jak również kursami wariantowymi realizowanymi przez linie 4 i 16 (przystanek „Jodłowa”).